# Hiệp hội Đạo giáo Trung Quốc
Hiệp hội Đạo giáo Trung Quốc (tiếng Trung: 中国道教协会) là tổ chức chính của Đạo giáo tại Cộng hòa Nhân dân Trung Hoa, được thành lập vào tháng 4 năm 1957. Hiệp hội này được công nhận là một trong những hiệp hội tôn giáo chính tại Trung Quốc và được Ban Công tác Mặt trận Thống nhất Trung ương Đảng Cộng sản Trung Quốc giám sát kể từ khi tổ chức này được thành lập vào năm 2018. Hàng chục hiệp hội Đạo giáo địa phương và khu vực nằm dưới sự quản lý của hiệp hội này, được khuyến khích trở thành cầu nối giữa cộng đồng Đạo giáo và chính phủ.
Hiệp hội cũng phổ biến thông tin về các chủ đề Đạo giáo, bao gồm việc tổ chức các diễn đàn và hội nghị, là nhà tài trợ chính của Diễn đàn quốc tế năm 2017 về Đạo đức kinh.
Các tu sĩ Đạo giáo tại Trung Quốc được yêu cầu đăng ký với Hiệp hội Đạo giáo Trung Quốc để được công nhận và bảo vệ chính thức. Hiệp hội này cũng thực hiện việc kiểm soát học thuyết và nhân sự tôn giáo, giải thích đúng đắn về giáo lý Đạo giáo. Chính quyền trung ương Trung Quốc đã hỗ trợ hiệp hội, cùng với các tổ chức tôn giáo khác, trong việc thúc đẩy sáng kiến "xã hội hài hòa" của Tổng bí thư Đảng Cộng sản Trung Quốc Hồ Cẩm Đào.